# Ipanica
Ipanica là một chi bướm đêm thuộc họ Noctuidae.

## Loài
- Ipanica cornigera Butler, 1886